# Gumerište
Gumerište (Servisch cyrillisch Гумериште) is een plaats in de Servische gemeente Vranje. De plaats telt 26 inwoners (2002).